# Миколов
Миколов или Мико̀лув (на полски: Mikołów; силезки: Mikołůw; на немски: Nikolai, Nicolai; на словашки и на чешки: Mikulov) е град в Южна Полша, Силезко войводство. Административен център е на Миколовски окръг. Обособен е в самостоятелна градска община с площ 79,21 км2.

## Население
Според данни от полската Централна статистическа служба, към 1 януари 2014 г. населението на града възлиза на 39 776 души. Гъстотата е 502 души/км2.